# Marie Augustin Jean Doulcet

Marie Augustin Jean Doulcet (* 5. August 1865; † 28. Februar 1928 in Rom) war ein französischer Diplomat.

## Leben
Jean Doulcet war der Sohn von Pauline West und Jules Doulcet. Er trat 1887 in den Dienst des französischen Außenministeriums. Vom 28. Juni 1893 bis 1907 war er Gesandtschaftssekretär in London. Bis 1912 war er Gesandtschaftssekretär in Lissabon und Madrid. 1912 war er Ministre plénipotentiaire in Sankt Petersburg. Von November 1918 bis April 1919 war er alliierter Hochkommissar in Budapest, wo am 21. März 1919 die Ungarische Räterepublik ausgerufen wurde. Danach war er vom April 1919 bis 1920 Ministre plénipotentiaire in Christiania, Norwegen. Ab 21. März 1920 verhandelte er mit dem Heiligen Stuhl die Wiedereröffnung der Botschaft. Von 1921 bis 1923 war er Geschäftsträger in Budapest. Von 1923 bis zu seinem Ableben war er Botschafter beim Heiligen Stuhl.